# Jan Cools
Jan Albert Elisa Cools (ur. 1 października 1918 w Antwerpii) – belgijski zapaśnik walczący w obu stylach. Dwukrotny olimpijczyk. Zajął ósme miejsce w Londynie 1948 oraz ósme i trzynaste w Helsinkach 1952. Startował w kategorii do 67 kg.
Zajął piąte miejsce na mistrzostwach Europy w 1949 roku.

## Letnie Igrzyska Olimpijskie 1948
| Konkurencja      | Rundy eliminacyjne     | Rundy eliminacyjne    | Rundy eliminacyjne        | Klas. końcowa |
| Konkurencja      | Przeciwnik I           | Przeciwnik II         | Przeciwnik III            | Miejsce       |
| ---------------- | ---------------------- | --------------------- | ------------------------- | ------------- |
| 67 kg styl wolny | Israel Sánchez (CUB) Z | Sulo Leppänen (FIN) P | Garibaldo Nizzola (ITA) P | 8.            |

## Letnie Igrzyska Olimpijskie 1952
| Konkurencja          | Rundy eliminacyjne      | Rundy eliminacyjne | Rundy eliminacyjne      | Klas. końcowa |
| Konkurencja          | Przeciwnik I            | Przeciwnik II      | Przeciwnik III          | Miejsce       |
| -------------------- | ----------------------- | ------------------ | ----------------------- | ------------- |
| 67 kg styl klasyczny | Metty Scheitler (LUX) Z | Gyula Tarr (HUN) P | Erich Schmidt (Saara) P | 13.           |

| Konkurencja      | Rundy eliminacyjne  | Rundy eliminacyjne    | Rundy eliminacyjne     | Rundy eliminacyjne       | Klas. końcowa |
| Konkurencja      | Przeciwnik I        | Przeciwnik II         | Przeciwnik III         | Przeciwnik IV            | Miejsce       |
| ---------------- | ------------------- | --------------------- | ---------------------- | ------------------------ | ------------- |
| 67 kg styl wolny | Mario Tovar (MEX) Z | Bjørn Larsson (NOR) Z | Olle Anderberg (SWE) P | Jay Thomas Evans (USA) P | 8.            |